# Karl 5. af Frankrig
Karl 5. (fransk: Charles V), også kaldet Karl den Vise (fransk: Charles le Sage), (født 21. januar 1338, død 16. september 1380) var konge af Frankrig fra 1364 til 1380.

## Biografi
Karl var søn af kong Johan den Gode og dennes dronning, Bonne af Luxemburg, og forholdene under hans mindre dygtige far gav ham allerede som kronprins lejlighed til at gribe bestemmende ind i rigets styrelse. Da Johan var fanget i Slaget ved Poitiers 1356, overtog Karl regeringen og sammenkaldte oktober samme år stænderforsamlingen til Paris for at få den til at bevilge de nødvendige penge. Borgerstanden tog imidlertid selv ledelsen med Paris’ borgmester, Étienne Marcel, i spidsen, og den unge Dauphin kom i en meget vanskelig stilling. Han søgte at klare sig ved at udsætte forsamlingen; men da den mødtes igen i foråret 1357, måtte han optage borgernes førere i det kongelige råd og finde sig i »den store ordonnance«, der meget stærkt indskrænkede kongens magt.
Endnu samme efterår følte Dauphinen sig dog stærk nok til at afskedige de ham påtvungne rådgivere, og forholdet mellem ham og pariserne blev da på ny fjendtligt; Foråret 1358 blev endog nogle af hans nærmeste rådgivere dræbt af borgerne. Samtidig rejste rundt om i landet bønderne sig til opstand mod adelsmændene og for frem mod disse med den største grusomhed. I forfærdelse over i alt dette samledes adelen om Dauphinen, og inden længe lykkedes det denne at blive herre over bevægelserne og genoprette den kongelige magt.
Ved freden med England 1360, som Karl stærkt bidrog til at give en nogenlunde tålelig karakter, vendte kong Johan tilbage, men få år efter drog han atter til England, da et gidsel var flygtet, og døde her 1364. Karl blev nu konge. Han førte regeringen med megen kløgt og optog kampen med englænderne dels ved en behændig intrigepolitik, dels ved at anvende en ny forsigtigere krigsførelse, som skabtes af hans dygtige hærfører, Bertrand du Guesclin. Først søgte han at gøre ende på kampen med sine 2 mægtigste vasaller, fyrsterne af Bretagne og Navarra. Over for Navarra gik det heldigt, og efter at de kongelige tropper havde besejret Karl den Onde og hans engelske hjælpetropper i slaget ved Cocherel 1364, gik denne ind på at ombytte sine len i Normandiet med andre besiddelser, der ikke lå så bekvemt for en forbindelse med englænderne.
I Bretagne, hvor franskmændene støttede den ene tronprætendent, Karl af Blois, mod englændernes kandidat, Johan af Montfort, tabte Bertrand slaget ved Auray, og ved en traktat i Guérainde april 1365 anerkendtes Johan som hertug af Bretagne. Derefter udsonede han sig imidlertid hurtig med den franske konge, så det ingen uheldige følger fik for dennes magt. Senere blandede Karl sig i Spaniens tronstridigheder til fordel for den kandidat, som havde England mod sig, men han var her uheldig; Den sorte Prins, der styrede Guienne, kom det engelske parti til hjælp, og i slaget ved Najera 1367 blev Bertrand overvundet og fanget.
2 år senere vendte imidlertid skæbnen sig; franskmændene fik overtaget i Spanien ved sejren ved Montiel 1369, og Karl, der desuden havde knyttet forbindelser med Skotland, fik nu Guiennes befolkning til at rejse sig til opstand mod englænderne. Over for den seje modstand, som nu mødte Den sorte Prins, fra befolkningen, samtidig med at franskmændene stadig undgik slag, var han ikke i stand til at bevare magten. Desuden blev han syg, og han trak sig da tilbage til England.
I en række mindre kampe sejrede i de følgende år franskmændene, samtidig med at Karl ved store løfter knyttede Guiennes byer og stormænd fast til sig. Efter at Poitiers og Rochelle var taget 1372, forsøgte englænderne et stort togt 1373; det mislykkedes, og de sluttede da en våbenstilstand, der varede det sidste par år af Edvard 3.s levetid. Da denne var død 1377, genoptog franskmændene angrebet, og 1380 havde englænderne kun enkelte byer tilbage. 1379 måtte også Karl den Onde bøje sig i fuldstændig afhængighed for kongen. Derimod mislykkedes samtidig forsøgene på at knække Bretagnes uafhængighed.
Karls indre styrelse var dygtig. Skønt han som kronprins havde kæmpet sammen med adelen mod borgerstanden, fik hans regering et helt andet præg. Han søgte sig især borgerlige rådgivere, begunstigede de borgerlige over for adelen, således ved i stort omfang at uddele adelskab til dem, og virkede ivrig for de borgerlige næringsveje. Hans styrelse af finanserne var forsigtig og heldig, og der kom langt større fasthed og orden i pengevæsenet; fra hans tid blev således en del indirekte skatter, deriblandt saltskatten, der hidtil havde været ekstraordinære, faste afgifter. Også fordelingen af skatterne ordnedes bedre ved hjælp af de såkaldte élus, som indsattes i en række provinser. Stænderne 1356-57 havde gjort begyndelsen hertil, men de havde tænkt sig dem som folkevalgte repræsentanter, der opkrævede og fordelte skatterne. Nu blev de kongelige embedsmænd; de provinser, hvor de fandtes, er de såkaldte pays d’élection. Også den af borgerne begyndte befæstning af Paris fuldførtes, og desuden begyndte man at bygge Bastillen.
Karl havde endelig betydelige litterære interesser, omgikkes tidens forskere og havde et efter tidens forhold usædvanlig stort bibliotek, 910 bind, der var lænkede fast for at sikre dem. Han var gift med Johanne af Bourbon og efterlod sig 2 sønner, Karl 6. af Frankrig og Ludvig af Orleans.